# Hydroptila pulchricornis
Hydroptila pulchricornis är en nattsländeart som beskrevs av Francois Jules Pictet de la Rive 1834. Hydroptila pulchricornis ingår i släktet Hydroptila och familjen smånattsländor. Arten är reproducerande i Sverige. Inga underarter finns listade i Catalogue of Life.